# Kun'yomi
El Kun'yomi (訓読み) és la lectura d'un kanji en japonès, (d'un mot yamatokotoba), en comptes de la seva pronunciació en xinès. Els kanjis poden tenir diverses pronunciacions kun, o bé cap pronunciació kun'yomi.
Per exemple, la paraula Est (東) la pronunciació de la qual en on'yomi (lectura xinesa) és "tou". Els japonesos ja tenen un mot purament japonès per al concepte d'Est que es pronuncia "higashi" i algunes vegades "azuma". Per això el Kanji 東, va prendre la pronunciació "higashi" o "azuma".
La lectura Kun'yomi es caracteritza per síl·labes que segueixen l'estructura constant+vocal. La majoria dels substantius i adjectius de kun'yomi són de dues o tres síl·labes de llarg, mentre que els verbs kun'yomi tenen una llargada d'una a dos síl·labes. No s'hi ha de comptar els okurigana que acompanyen el verb.

## Temes relacionats
- Hiragana
- Katakana
- Furigana
- Romaji